# مهجة بنت التياني
مهجة بنت التياني شاعرة قرطبية (قرن 11م) من آخر شاعرات القرن الخامس الهجري في الأندلس.. كان والدها بائع تين، وكانت ولادة بنت المستكفي معجبة بها ولزمت تأديبها ولكن علاقتهما مالبثت أن ساءت فقالت مهجة بنت التياني في ولادة هجاء فاحشا:
فقال بعض الأكابر: لو سمع ابن الرومي هذا لأقر لها بالتقديم.
وأهدى إليها رجل خوخا، فكتبت إليه: